# Minister-Szef Urzędu Rady Ministrów
Minister-Szef Urzędu Rady Ministrów – członek Rady Ministrów istniejący w latach 1986–1996, kierujący Urzędem Rady Ministrów, odpowiedzialny za realizacją zadań  w dziedzinie kontroli i trybu przeprowadzania kontroli oraz wykonania zadań przewidzianych w ustawie o systemie rad narodowych i samorządu terytorialnego.

## Powołanie Urzędu
Na podstawie rozporządzenia Rady Ministrów z 1986 r. w sprawie szczegółowego zakresu działania Ministra - Szefa Urzędu Rady Ministrów w dziedzinie kontroli oraz trybu przeprowadzania kontroli ustanowiono stanowisko Ministra. Rozporządzenie miało związek z ustawą z 1985 r. o zmianach w organizacji oraz zakresie działania niektórych naczelnych i centralnych organów administracji państwowej.

## Zadania Ministra w dziedzinie kontroli
Minister-Szef Urzędu Rady Ministrów kierował realizacją zadań Urzędu Rady Ministrów w dziedzinie kontroli, a w szczególności zapewnia:
- kontrolę wykonywania zadań wskazanych przez Radę Ministrów, Prezydium Rządu i Prezesa Rady Ministrów,
- kontrolę wykonywania ustaw, rozporządzeń, uchwał i ustaleń Rady Ministrów, postanowień i ustaleń Prezydium Rządu oraz rozporządzeń, zarządzeń i zaleceń Prezesa Rady Ministrów przez organy administracji państwowej oraz podporządkowane im jednostki organizacyjne,
- kontrolę wykorzystania przez organizacje spółdzielcze i społeczne środków z budżetu państwa przeznaczonych w szczególności na cele związane z rozwojem społeczno-gospodarczym kraju i zaspokajaniem potrzeb ludności,
- systematyczną kontrolę działalności terenowych organów administracji państwowej oraz ich organizacji i funkcjonowania,
- koordynację działalności kontrolnej naczelnych i centralnych organów administracji państwowej oraz terenowych organów administracji państwowej o właściwości ogólnej stopnia wojewódzkiego przez wytyczanie węzłowej tematyki kontroli,
- występowanie z wnioskami do ministrów i wojewodów o przeprowadzenie kontroli określonych zagadnień w jednostkach przez nich nadzorowanych i przedsiębiorstwach państwowych, dla których ministrowie i wojewodowie są organami założycielskimi,
- występowanie z wnioskami o zapewnienie udziału przedstawicieli ministrów i wojewodów w kontrolach organizowanych przez Urząd Rady Ministrów,
- uzgadnianie planów kontroli jednostek kontroli resortowej, jednostek kontroli wojewódzkiej oraz organów kontroli specjalistycznej,
- organizowanie narad koordynacyjnych,
- analizowanie wyników kontroli i ocenianie realizacji wniosków pokontrolnych,
- organizowanie badań i prac nad doskonaleniem systemu kontroli w administracji oraz metodyki kontroli,
- określanie zasad szkolenia i doskonalenia zawodowego pracowników służb kontrolnych w administracji państwowej,
- gromadzenie i sprawny obieg informacji o działalności kontrolnej i jej wynikach.

## Ministrowie
- Michał Janiszewski (1985–1989)
- Jacek Ambroziak (1989–1991)
- Krzysztof Żabiński (1991)
- Wojciech Włodarczyk (1991–1992)
- Jan Rokita (1992–1993)
- Michał Strąk (1993–1995)
- Marek Borowski (1995–1996)
- Leszek Miller (1996)

## Uprawnienia Ministra
Minister-Szef Urzędu Rady Ministrów kierował realizacją zadań Urzędu Rady Ministrów w zakresie wykonywania kompleksowych kontroli województw, w tym:
- dokonywał oceny funkcjonowania systemu kontroli w administracji państwowej oraz przedstawiał Radzie Ministrów coroczne informacje w tej dziedzinie.
- występował do organizacji spółdzielczych i społecznych o przeprowadzenie kontroli w określonym zakresie albo o zapewnienie udziału przedstawicieli tych organizacji w kontrolach organizowanych przez Urząd Rady Ministrów.
- przedstawiał wyniki kontroli Prezesowi Rady Ministrów i członkom Prezydium Rządu oraz przesyłał stosowne informacje i wnioski z kontroli właściwym ministrom i wojewodom, a także centralnym organom organizacji spółdzielczych i społecznych.

Ministrowie, wojewodowie oraz centralne organy organizacji spółdzielczych i społecznych zawiadamiali Ministra o sposobie wykorzystania informacji i wdrażaniu wniosków, w tym:
- przedstawiali właściwym centralnym instancjom organizacji politycznych oraz centralnym władzom organizacji społecznych i zawodowych informacje o wynikłych z kontroli ustaleniach i problemach łączących się ze statutową działalnością tych organizacji.
- wykonywali zadania w dziedzinie kontroli przy pomocy Głównego Inspektora Kontroli oraz komórek organizacyjnych Urzędu Rady Ministrów.

Wykonując zadania w dziedzinie kontroli, Minister współdziałał z Najwyższą Izbą Kontroli i działającą w jej strukturze Inspekcją Robotniczo-Chłopską, Prokuratorem Generalnym oraz z centralnymi instancjami kontrolnymi organizacji politycznych i społeczno-zawodowych.

## Kompleksowe kontrole województw
Minister we współdziałaniu z właściwymi organami i organizacjami, organizował i przeprowadzał kompleksowe kontrole województw, obejmujące działalność terenowych organów administracji państwowej, nadzorowanych przez te organy państwowych jednostek organizacyjnych, jednostek gospodarki uspołecznionej oraz jednostek pozarolniczej gospodarki nie uspołecznionej.
Kompleksowa kontrola województw polegała na badaniu sprawności zarządzania, realizacji zadań, racjonalnego i oszczędnego gospodarowania oraz zaspokajania potrzeb ludności w dziedzinach:
- wykonywania funkcji zarządzania przez terenowe organy administracji państwowej oraz organizacji i funkcjonowania urzędów podległych tym organom,
- gospodarki komunalnej i mieszkaniowej,
- komunikacji i transportu,
- budownictwa mieszkaniowego i towarzyszącego,
- rolnictwa, leśnictwa i gospodarki żywnościowej,
- handlu wewnętrznego i usług,
- oświaty i wychowania,
- kultury i sztuki,
- kultury fizycznej, sportu, turystyki i wypoczynku,
- ochrony zdrowia i opieki społecznej,
- stanu sanitarnohigienicznego oraz bezpieczeństwa i higieny pracy,
- ochrony środowiska i gospodarki wodnej,
- zabezpieczenia mienia,
- gospodarki materiałowej,
- ochrony przeciwpożarowej.

## Zniesienie urzędu Ministra
Na podstawie ustawy z 1996 r. - Przepisy wprowadzające ustawy reformujące funkcjonowanie gospodarki i administracji publicznej zniesiono stanowisko Ministra - Szefa Urzędu Rady Ministrów.